# سيارة كهربائية تعمل بالبطارية
السيارة الكهربائية التي تعمل بالبطارية (بالإنجليزية: Battery electric vehicle) أو السيارة الكهربائية النقية أو السيارة الكهربائية فقط أو السيارة الكهربائية بالكامل هي نوع من المركبات الكهربائية تستخدم حصريًا الطاقة الكيميائية المخزنة في حزم البطاريات القابلة لإعادة الشحن، مع عدم وجود مصدر ثانوي الدفع (مثلًا خلية وقود هيدروجينية أو محرك احتراق داخلي، إلخ). تستخدم بي إي في محركات كهربائية وأجهزة تحكم في المحركات بدلًا من محركات الاحتراق الداخلي (آي سي إي) للدفع. تستمد بي إي في كل الطاقة من حزم البطاريات وبالتالي لا تحتاج إلى محرك احتراق داخلي أو خلية وقود أو خزان وقود. تشمل بي إي في - على سبيل المثال لا الحصر - الدراجات النارية والدراجات والدراجات الهوائية وألواح التزلج وعربات السكك الحديدية والمراكب المائية والرافعات الشوكية والحافلات والشاحنات والسيارات.

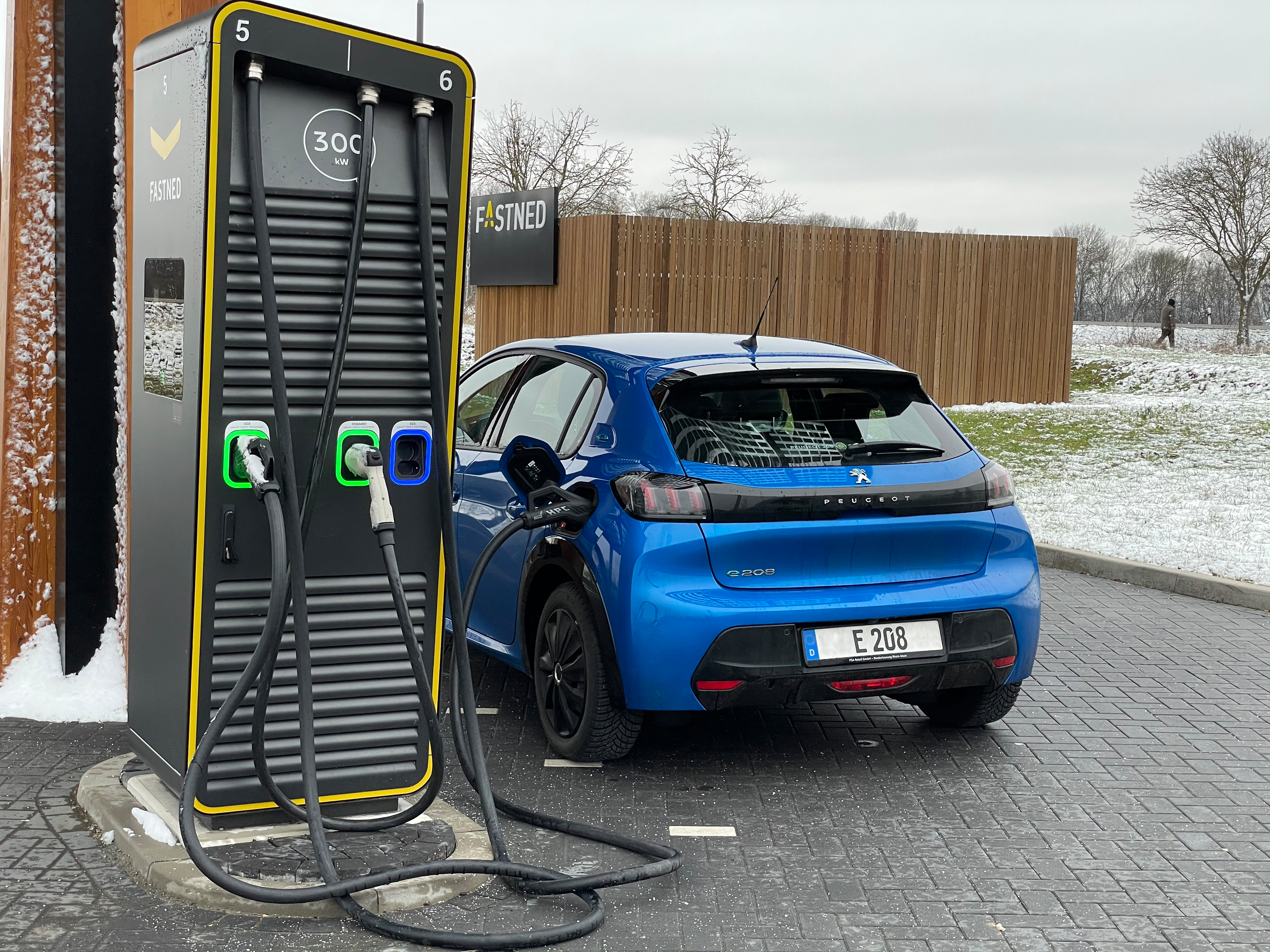
شحن سيارة بيجو 208 في محطة شحن عالية الطاقة

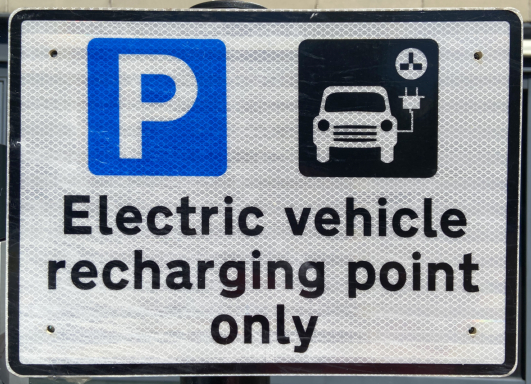
نقطة الشحن

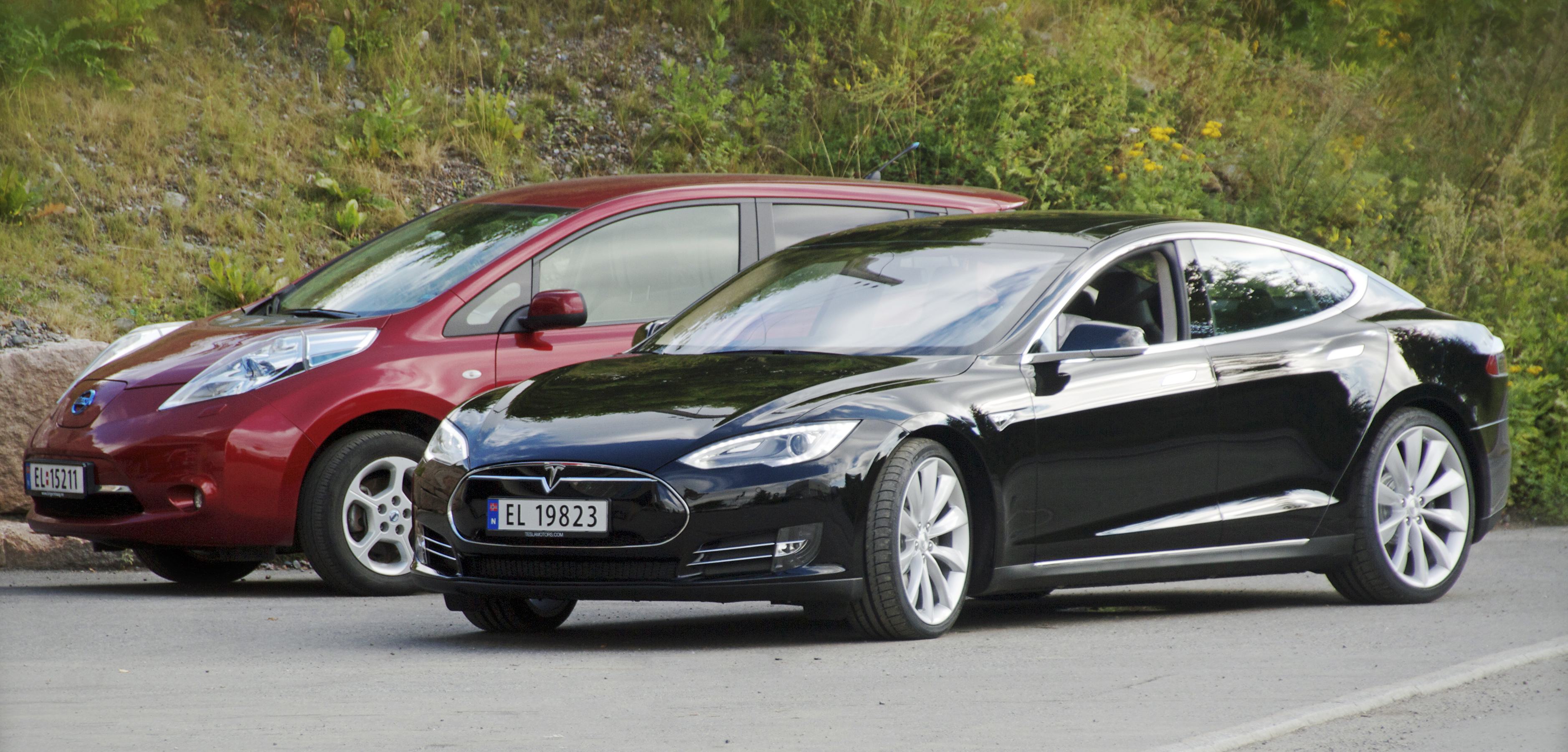
كانت سيارة نسيان ليف(يسار) وتيسلا طراز إس(يمين) أكثر السيارات الكهربائية مبيعاً عام 2018

في عام 2016، تم استخدام 210 ملايين دراجة كهربائية يوميًا في جميع أنحاء العالم. تجاوزت المبيعات العالمية التراكمية للمركبات الكهربائية النقية ذات المهام الخفيفة والقادرة على السير على الطرقات السريعة المليون وحدة في سبتمبر 2016. اعتبارًا من أكتوبر 2020، كانت تيسلا موديل 3 السيارة الكهربائية بالكامل الأكثر مبيعًا في العالم في التاريخ، إذ بلغت مبيعاتها 645000 وحدة، تليها نيسان ليف بأكثر من 500000 وحدة اعتبارًا من سبتمبر 2020.

## نظرة تاريخية
خلال ثمانينات القرن التاسع عشر، قام غوستاف تروفي وتوماس باركر وأندرياس فلوكين ببناء سيارات كهربائية تجريبية، لكن ظهرت أولى المركبات الكهربائية العملية التي تعمل بالبطارية خلال تسعينات القرن التاسع عشر. زاد عدد مركبات نقل الحليب التي تعمل بالبطارية في عام 1931، وبحلول عام 1967، أصبحت بريطانيا الدولة ذات أسطول السيارات الكهربائية الأكبر في العالم.

## المصطلحات
تستخدم المركبات الكهربائية الهجينة محركًا كهربائيًا مع محرك احتراق داخلي، ولا تعتبر مركبات كهربائية بالكامل.
تُسمى المركبات الكهربائية الهجينة التي يمكن شحن بطارياتها خارجيًا بالمركبات الهجينة القابلة للشحن الخارجي (بّي إتش إي في) وتعمل كمركبات كهربائية بالكامل أثناء وضع استنفاد الشحن. تُسمى بّي إتش إي في المزودة بسلسلة توليد طاقة أيضًا بالمركبات الكهربائية الممتدة (آي إي إي في) ، مثل شيفروليه فولت وفيسكر كارما.
المركبات الكهربائية القابلة للشحن الخارجي (بّي إي في) هي فئة فرعية من المركبات الكهربائية التي تشمل السيارات الكهربائية التي تعمل بالبطاريات (بي إي في) والمركبات الهجينة الموصولة بالكهرباء (بّي إتش إي في).
تنتمي تحويلات المركبات الكهربائية للمركبات الكهربائية الهجينة ومركبات محركات الاحتراق الداخلي التقليدية (المعروفة أيضًا باسم مركبات الاحتراق الكامل) إلى إحدى الفئتين.
في الصين، تُسمى المركبات الكهربائية الموصولة بالكهرباء، جنبًا إلى جنب مع المركبات الكهربائية الهجينة، بمركبات الطاقة الجديدة (إن إي في). مع ذلك في الولايات المتحدة، المركبات الكهربائية المخصصة للأحياء (إي إي في) هي مركبات كهربائية تعمل بالبطارية تقتصر قانونًا على الطرق ذات حدود السرعة المعلنة التي لا تزيد عن 45 ميلًا في الساعة (72 كيلومتر في ساعة)، تبلغ سرعتها القصوى عادةً 30 ميلًا في الساعة (48 كيلومتر في الساعة)، وتبلغ كتلتها المحملة القصوى 3000 باوند (1400 كيلوغرام).